# Robin Stenuit
Robin Stenuit (Ottignies-Louvain-la-Neuve, 16 juni 1990) is een Belgisch wielrenner die anno 2018 rijdt voor Sovac-Natura4Ever.

## Overwinningen
2015
Grand Prix de la ville de Nogent-sur-Oise
1e etappe Ronde van Gironde
Memorial Philippe Van Coningsloo
Schaal Sels

## Resultaten in voornaamste wedstrijden
|      | \| Jaar \| Gent-Wevelgem \| Parijs-Roubaix \| Parijs-Tours \| \| ---- \| ------------- \| -------------- \| ------------ \| \| 2015 \| \| \| 70e \| \| 2016 \| \| 91e \| \| \| 2017 \| opgave \| \| \| |                |              |
| Jaar | Gent-Wevelgem | Parijs-Roubaix | Parijs-Tours |
| 2015 | |                | 70e          |
| 2016 | | 91e            |              |
| 2017 | opgave |                |              |

## Ploegen
- 2009 –  Vérandas Willems (stagiair vanaf 1-8)
- 2010 –  Vérandas Willems
- 2011 –  Wallonie Bruxelles-Crédit Agricole
- 2012 –  Wallonie Bruxelles-Crédit Agricole
- 2014 –  Wallonie-Bruxelles
- 2015 –  Veranclassic-Ekoi
- 2015 –  Wanty-Groupe Gobert (stagiair vanaf 1-8)
- 2016 –  Wanty-Groupe Gobert
- 2017 –  Wanty-Groupe Gobert
- 2018 –  Sovac-Natura4Ever

Baïolet · Bille · Collaers · Criquielion · Degand · Habeaux · Kuyckx · Muscat · Paquet · Pardini · Pratte · Van den Houte · van Dijk · Van Hoecke · Van Melsen · Vangenechten · Vanlandschoot · Zingle · Stenuit (stagiair)
D.Cappelle · A.Cappelle · Collaers · De Wilde · Degand · Habeaux · Paquet · Polazzi · Renders · Stenuit · Van Den Bossche · Van den Houte · van Dijk · Van Melsen · Vangenechten · Vanlandschoot
Bertrand · Bille · Chevalier · De Witte · Devillers · Dufrasne · Giaux · Legrand · Mottet · Pardini · Polazzi · Prémont · Rouet · Stenuit · Van Hoecke · Vangenechten
Bertholet · Chevalier · De Witte · Dernies · Dron · Dufrasne · Evrard · Legrand · Patron · Polazzi · Prémont · Stenuit · Thomé · Van Hoecke
Amorison · Anciaux · Bertholet · Chevalier · Delfosse · Demoitié · Dernies · Dron · Dufrasne · Evrard · Mottet · Pestiaux · Prémont · Stassen · Stenuit
Antonini · Backaert · Baugnies · De Greef · De Troyer · Devriendt · Dron · Eijssen · Gasparotto · Ghyselinck · Jans · Leukemans · Marcato · Minnaard · Napolitano · Robert · Selvaggi · Seynaeve · Van Melsen · Vanlandschoot · Veuchelen · Barroso (stagiair) · Callebaut (stagiair) · Stenuit (stagiair)
Antonini · Backaert · Baugnies · Degand · Dehaes · Devriendt · Doubey · Kreder · Levarlet · Martin · McNally · Meurisse · Minnaard · Napolitano · Offredo · Pasqualon · Smith · Stenuit · Van Keirsbulck · Van Melsen · Vanspeybrouck · Veuchelen · Dhaene (stagiair) · Gibbons (stagiair) · de Laat (stagiair)
Belmokhtar · Bille · Bouzidi · Deguide · Deriaux · Évrard · Geuens · Hamza · Karrar · Legley · H. Mansouri · I. Mansouri · Mokhtari · Rebellin · Reguigui · Stenuit · Zamparella